# 頁腳
在排版和文字处理中，頁腳是位于正文下方底部的文本區域。通常這些文本內容是页码、日期或者徽標。人們可以在Microsoft Office Word中設置頁腳。

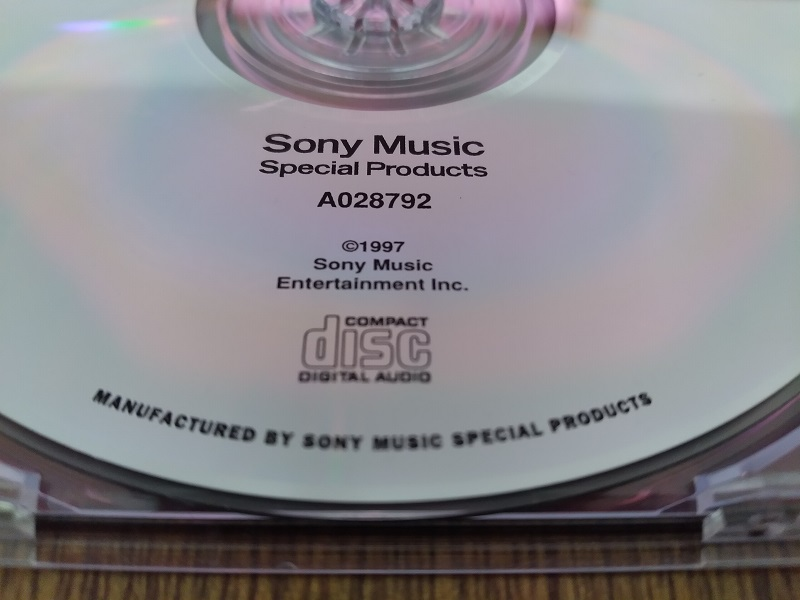
CD的页脚上显示制造商和出版日期
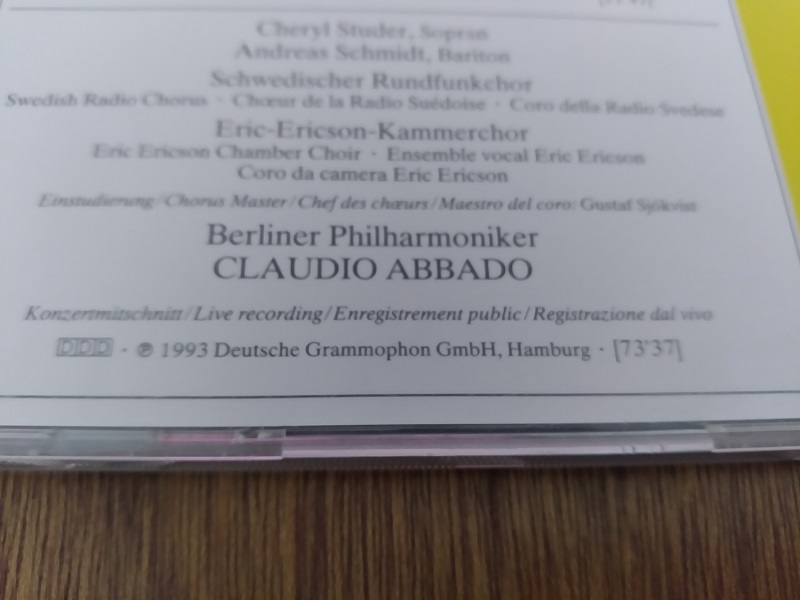
CD的页脚上海显示出版商、音乐家、日期和录音类型
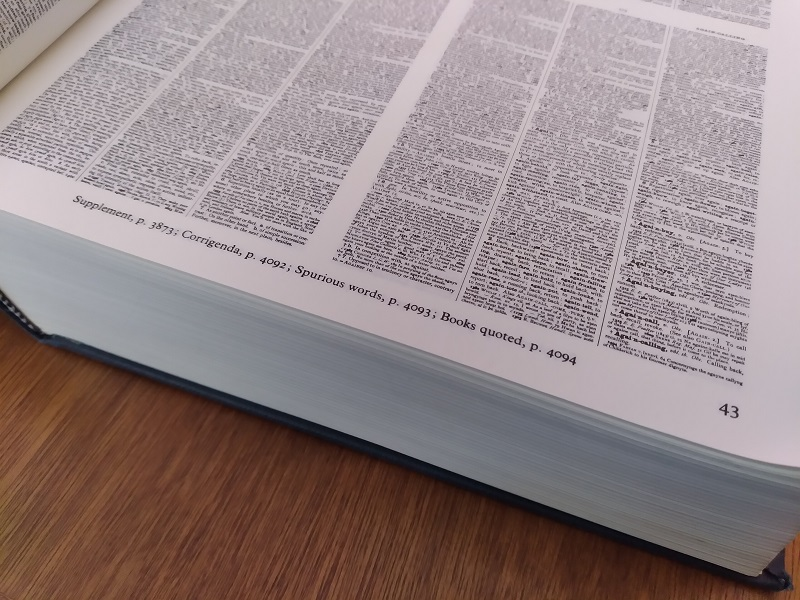
字典的页脚显示页码和其他相关页面